# Hôpital Khelil Amrane
Pour les articles homonymes, voir Amrane.
L'Hôpital Khelil Amrane est un hôpital algérien situé à Béjaïa. Il a été fondé en 1991.

## Histoire
L'hôpital a pris feu le 6 février 2022.

## Liens
- www.chubejaia.dz
- www.chubejaia.dz/HopitalKhllil